# Ine (Giappone)
Ine (伊根町?) è una cittadina giapponese della prefettura di Kyōto.
È un villaggio di palafitte, per questo soprannominato "La Venezia del Giappone".